# Zhenlai
Zhenlai (chiń. 镇赉县; pinyin: Zhènlài Xiàn) – powiat w północno-wschodnich Chinach, w prowincji Jilin, w prefekturze miejskiej Baicheng. W 1999 roku liczył 315 161 mieszkańców.